# Beija-flor-de-shelley
Beija-flor-de-shelley ou nectarínia-esmeralda-da-zâmbia (Cinnyris shelleyi) é uma espécie de ave da família Nectariniidae.
Pode ser encontrada nos seguintes países: República Democrática do Congo, Malawi, Moçambique, Tanzânia, Zâmbia e Zimbabwe.